# Carlo Giuffré
Carlo Giuffré (n. 3 decembrie 1928, Napoli, Italia – d. 1 noiembrie 2018, Roma, Italia) a fost un actor italian de scenă, cinema și televiziune. A apărut în peste 90 de filme între anii 1942 și 2002.

## Biografie
Giuffrè s-a născut în Napoli, Italia și a fost fratele actorului Aldo Giuffrè. S-a înscris la Academia Națională de Arte Dramatice Silvio D'Amico, apoi a debutat pe scenă în 1949 cu compania lui Eduardo De Filippo. În 1984, Giuffrè a câștigat un David di Donatello pentru cel mai bun actor în rol secundar pentru filmul de comedie Son contento, regizat de Maurizio Ponzi.

## Filmografie selectivă
- 1950 Milionarii din Napoli (Napoli milionaria), regia Eduardo De Filippo
- 1951 Miliardari din Milano (Milano miliardaria), regia Marino Girolami, Marcello Marchesi și Vittorio Metz
- 1951 Il padrone del vapore, regia Mario Mattoli
- 1952 La macchina ammazzacattivi, regia Roberto Rossellini
- 1952 Inganno, regia Guido Brignone
- 1953 La domenica della buona gente, regia Anton Giulio Majano (nemenționat)
- 1953 ...și Napoli cântă! (...e Napoli canta!), regia Armando Grottini
- 1954 Napoli terra d'amore, regia Camillo Mastrocinque
- 1955 Cântă-mi „Bonjour tristesse” (Cantami "Buongiorno tristezza"), regia Giorgio Pàstina
- 1956 Quando tramonta il sole, regia Guido Brignone
- 1956 Feroviarul (Il ferroviere), regia Pietro Germi
- 1957 Frumoase dar sărace (Belle ma povere), regia Dino Risi
- 1957 Onore e sangue, regia Luigi Capuano
- 1958 La sposa, regia Edmondo Lozzi
- 1958 Arrivederci Roma, regia Roy Rowland
- 1959 Prima dragoste (Primo amore), regia Mario Camerini
- 1959 Arriva la banda, regia Tanio Boccia
- 1959 Ciao, ciao bambina! (Piove), regia Sergio Grieco
- 1959 Cursa de 100 kilometri (La cento chilometri), regia Giulio Petroni

- 1960 La contessa azzurra, regia Claudio Gora
- 1960 Vacanze in Argentina, regia Guido Leoni
- 1961 Don Camillo monsignore... ma non troppo, regia Carmine Gallone (nemenționat)
- 1961 Briganzii italieni (I Briganti Italiani), regia Mario Camerini
- 1961 Madame Sans-Gêne, regia Christian-Jaque
- 1961 Leoni al sole, regia Vittorio Caprioli
- 1962 La bellezza di Ippolita, regia Giancarlo Zagni
- 1963 Adultero lui, adultera lei, regia Raffaello Matarazzo
- 1963 Scandali... nudi, regia Enzo Di Gianni
- 1965 I soldi, regia Gianni Puccini
- 1965 Le sedicenni, regia Luigi Petrini
- 1966 Trappola per sette spie, regia Mario Amendola
- 1968 American Secret Service, regia Enzo Di Gianni
- 1968 Fata cu pistolul (La ragazza con la pistola), regia Mario Monicelli

- 1970 Il trapianto, regia Steno
- 1970 Il trapianto, regia Steno
- 1970 Ninì Tirabusciò, la donna che inventò la mossa, regia Marcello Fondato
- 1970 Basta guardarla, regia Luciano Salce
- 1971 Întâmplări cu Cosa Nostra (Cose di Cosa Nostra), regia Steno
- 1971 Noi donne siamo fatte così, regia Dino Risi, episodio Il mondo cammina
- 1971 Le inibizioni del dottor Gaudenzi, vedovo, col complesso della buonanima, regia Giovanni Grimaldi
- 1972 Perché mamma ti manda solo?, regia Renato Balducci
- 1973 La vedova inconsolabile ringrazia quanti la consolarono, regia Mariano Laurenti
- 1973 La signora è stata violentata!, regia Vittorio Sindoni
- 1974 La signora gioca bene a scopa?, regia Giuliano Carnimeo
- 1974 Il trafficone, regia Bruno Corbucci
- 1975 La supplente, regia Guido Leoni
- 1975 Lezioni private, regia Vittorio De Sisti
- 1976 Quel movimento che mi piace tanto, regia Franco Rossetti
- 1976 Lezioni di violoncello con toccata e fuga, regia Davide Montemurri
- 1976 Le seminariste, regia Guido Leoni
- 1977 La signora ha fatto il pieno, regia Juan Bosch
- 1978 Voglia di donna, regia Franco Bottari
- 1979 Riavanti... Marsch!, regia Luciano Salce

- 1980 Rag. Arturo De Fanti, bancario precario, regia Luciano Salce
- 1980 La cameriera seduce i villeggianti, regia Aldo Grimaldi
- 1981 La pelle, regia Liliana Cavani
- 1982 Core mio, regia Stefano Calanchi
- 1983 Son contento, regia Maurizio Ponzi
- 1983 Desiderio, regia Anna Maria Tatò
- 1990 Tre colonne in cronaca, regia Carlo Vanzina
- 2002 Pinocchio, regia Roberto Benigni
- 2016 Se mi lasci non vale, regia Vincenzo Salemme